# Gran Bajo de San Julián
El Gran Bajo de San Julián es una cuenca endorreica situada en el este de la provincia de Santa Cruz en Argentina, 49°30′S 68°30′O / -49.5, -68.5. Su punto más bajo, la Laguna del Carbón, con 107 m bajo el nivel del mar, es la mayor depresión de los hemisferios Sur y Occidental, y la 7a depresión en orden de profundidad de la superficie terrestre.
El área geológica, con una superficie de aproximadamente 2900 km² y 30 km de diámetro, se encuentra a unos 50 km al oeste de Puerto San Julián , sobre el golfo del mismo nombre, que constituye uno de los primeros lugares de recalada de los exploradores europeos: de hecho  Hernando de Magallanes desembarcó allí a finales de marzo de 1520 y permaneció todo el invierno hasta agosto de 1521. Durante esa estadía, impresionado por la corpulencia de los nativos, les dio el nombre de patagones, que luego sería usado para designar a toda la región.

## Imágenes

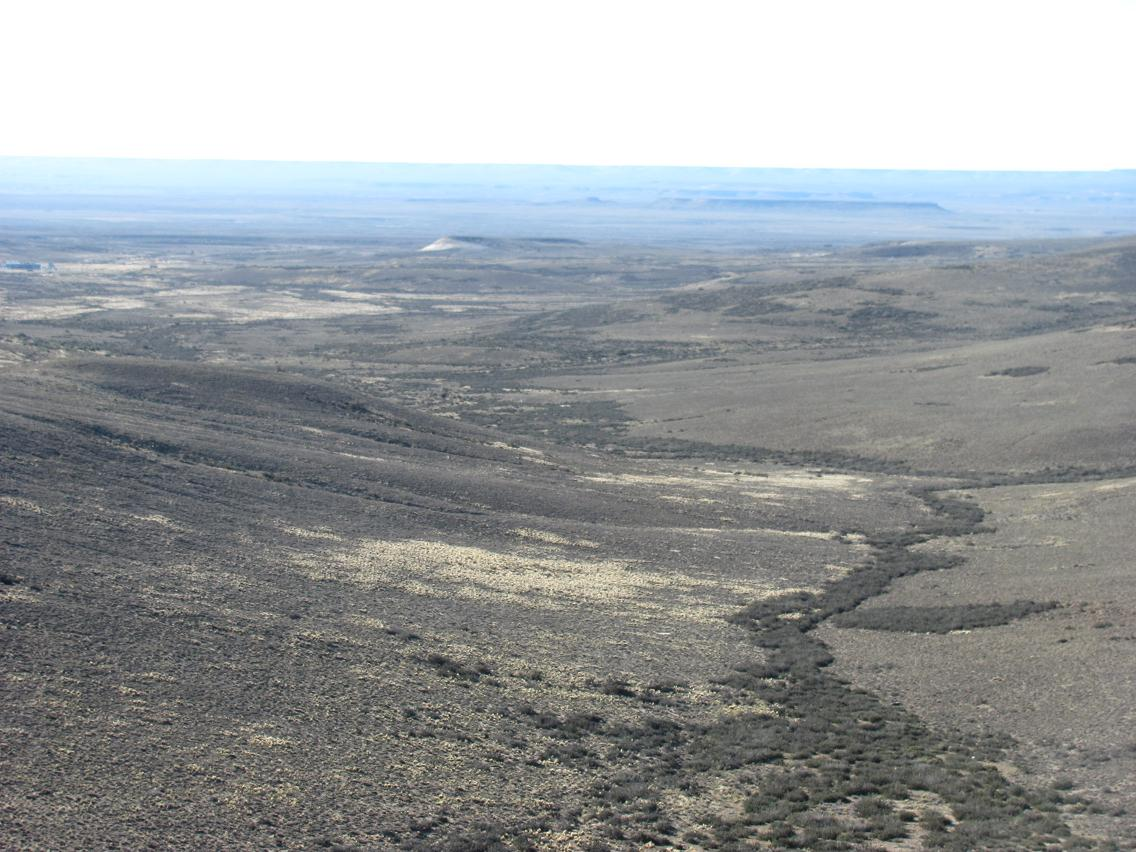
Gran Bajo de San Julián visto desde el mirador de la RN 3
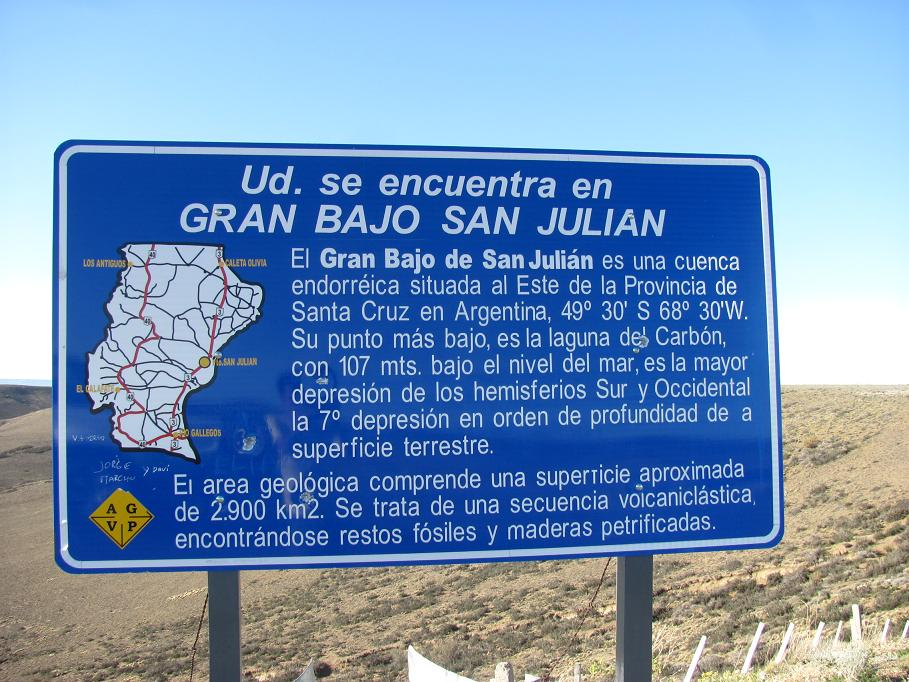
Cartel explicativo del Bajo de San Julián